# Kaurischnecken
Kaurischnecken (Cypraeidae), auch Porzellanschnecken (Erläuterung: siehe Kapitel „Namensgebung“) genannt, sind überwiegend tropische Meeresschnecken, von denen bisher etwa 200 Arten bekannt sind. Ihre ältesten bekannten Vorfahren stammen aus dem Oberen Jura. Die Familie der Kaurischnecken gehörte laut dem veralteten und nicht mehr geführten System nach J. Thiele (1929–1931) zur Gruppe der Vorderkiemer (Prosobranchia). Nach der neueren Systematik von Bouchet, Rocroi et al. (2005) gehören sie zum Taxon der Caenogastropoda und werden der Gruppe der Hypsogastropoda untergeordnet. Die häufige Bezeichnung als „Kaurimuschel“ ist biologisch nicht korrekt, da Muscheln ein Gehäuse aus zwei ähnlich großen, kalkhaltigen Schalen aufweisen und im Gegensatz zu den Schnecken keinen Kopf besitzen. Die Schalen der Schnecken kennzeichnen sich durch eine gewundene Form. Unter dem volkstümlichen Begriff „Kauri“ wird nicht nur die Kaurischnecke selbst verstanden, sondern auch der Neuseeländische Kauri-Baum (Agathis australis).

## Vorkommen und Lebensraum
Die Arten der Familie der Kaurischnecken sind Meeresschnecken, die als epibenthonische Flachwasserbewohner meist auf Korallenriffen in einer Wassertiefe, die noch Lichtdurchdringung genießt, leben. Dies ist die so genannte euphotische Zone, welche sich dadurch kennzeichnet, dass sie Oberflächennähe bietet, wodurch in ihr ausreichend Lichtangebot für die Photosynthese gegeben ist. Dadurch stehen in diesem Bereich für die Kaurischnecke ausreichend Algen als Nahrung zur Verfügung. In den klarsten Meeresgebieten beträgt die Tiefe der euphotischen Zone bis zu 200 m. Außerdem bewohnen die Porzellanschnecken alle Meere mit einer Wassertemperatur über 18 °C im kältesten Monat. Das heißt, dass ihr größtes Vorkommen im tropischen und subtropischen Bereich zu verzeichnen ist. Sie kommen dort vor allem an den östlichen Kontinentalrändern vor. Da Kaurischnecken auf wärmere Wassertemperaturen angewiesen sind, sind Meere in den Tropen und Subtropen mit kalten Strömungen nicht von diesen Spezies besiedelt. Die Mehrzahl der Arten ist im Indopazifik vorzufinden. Ausnahmen bilden jedoch endemische Arten wie die Trivia monacha (Europäische Kaurischnecke), welche auf Felsen und Sandböden leben. Die Verbreitung der Europäischen Kaurischnecke erstreckt sich vom Mittelmeer über die Atlantikküste und die Bretagne bis an die Westküsten Britanniens und Irlands.
Die zwei durch die Kulturgeschichte bekanntesten Arten Cypraea annulus und Cypraea moneta finden Verbreitung im Indopazifik, von der Ostküste Afrikas bis Australien, von Japan bis Tuamotu und Hawaii im Zentralpazifik.

## Morphologie
Im Folgenden werden die spezifischen morphologischen Merkmale der Meeresschnecke Kauri erläutert. Auf Grund ihrer Art der Sauerstoffaufnahme werden hier also die Lungen- und Kiemenschnecken beschrieben.

### Körper
Der Schneckenkörper besteht aus einem Kopf, einem Mantel und dem Kriechfuß, der sehr muskulös, breit und dehnbar ist. Am Kopf befinden sich seitlich zwei lang ausstreckbare Fühler, an deren Basis, nahe am Kopf, jeweils ein Auge liegt. Zwischen den Fühlern, am vorderen Ende des Kopfes befindet sich als Atemhilfsorgan der so genannte Sipho (Atemröhre), der das Atemwasser einleitet und somit die Sauerstoffaufnahme in den Kiemen gewährleistet. Der Mantel, der innerhalb der Schale die Eingeweide (Magen, Niere, Herz, Kiemen) als dünne Membran umhüllt, verdeckt das Gehäuse nach außen hin fast vollständig und ist einziehbar, wenn zum Beispiel Gefahr droht. Er sondert Kalk ab, wodurch die feste und dicke Schneckenschale entsteht. Der Kalk für den Schalenaufbau wird über die Nahrung aufgenommen, kann aber zum Teil durch den Schleim der Kriechsohle aus dem Boden gelöst werden. Außerdem schützt der Mantel das Gehäuse davor, von anderen Organismen bewachsen zu werden, und führt zu der typisch glänzenden Oberfläche der Schale der Kaurischnecken.

### Gehäuse
Die Unterfamilien der Kaurischnecken setzen sich je nach ihrer Umwelt aus verschiedenen Arten und ökologischen Typen zusammen. Die meist eiförmigen oder birnförmigen Gehäuse können daher ausgewachsen, je nach Art, eine Länge von 1 cm (Pupuradusta oryzaeformis, Polynesien) bis 19 cm (Macrocypraea cervus, West-Atlantik) erreichen. Die Größenunterschiede zwischen den Organismen einer Art können ebenso variieren. Dabei ist zu beachten, dass sich die Form und Größe der Gehäuse von Jung- und Alttieren wesentlich unterscheidet. Außerdem ist das Gehäuse der Männchen meist kleiner als das der Weibchen. Das Adultgehäuse ist im Vergleich zur klassischen, nach außen gewundenen Form der allgemein bekannten Schneckengehäuse, ungewöhnlich geformt, da sich die Windungen (bei den frühen Juvenilstadien als spiralförmiges Gehäuse sichtbar) auf der gesamten Länge überlappen. Die Endgröße des Gehäuses wird dadurch bestimmt, dass sich die äußere Lippe einwärts rollt und so eine schmale Schlitzöffnung bildet, aus der das Tier kommt bzw. durch welche sich das Tier im Falle einer Gefahr zurückziehen kann. Diese Schlitzöffnung befindet sich an der flachen Basis des Gehäuses und weist an ihren Innenkanten parallel verlaufende Querrippen auf, die nach außen ziehen und Zähne genannt werden (Abbildung 2, rechts). Die Punkte und Zeichnungen auf der Schale werden durch Papillen auf der Außen- und Innenseite des Mantels hervorgerufen, welche die verschiedenen Farben erzeugen und somit die Tarnung vor Fraßfeinden ermöglichen. Dabei scheint die Färbung des Mantels von der des Gehäuses unabhängig zu sein.

## Lebensweise

### Nahrungsaufnahme
Im endständigen Mund befindet sich eine mit Chitinzähnchen besetzte Radula (Raspelzunge), die zum Abraspeln von Oberflächen und Zerkleinern der Nahrung geeignet ist. Die Nahrung der Kaurischnecken ist artenspezifisch. Obwohl viele von ihnen Schwämme fressen, gibt es sowohl herbivore als auch omnivore Arten, ebenso wie Nekrophagen. So setzt sich die Nahrung der Kaurischnecken insgesamt aus niederen Tieren, wie Polypen (Hydrozoa), Korallentieren (Madrepora), Ringelwürmern (Annelida), kleinen Krebsen (Crustacea) und Schneckeneiern zusammen. Aber auch Algen und Korallen stehen auf ihrem Speiseplan. Bei den nekrophagen Arten setzt sich die Nahrung ausschließlich aus toten Organismen zusammen. Die meisten Kaurischneckenarten sind nachtaktiv, was bedeutet, dass sie nachts fressen und sich tagsüber in Höhlen im Riff verstecken. Einige Arten verlassen auf der Nahrungssuche ihr angestammtes Versteck und kehren dann frühmorgens zurück (z. B. Lyncina vitellus). Es gibt wenige Arten, die am Tage nicht verborgen sind, was zum einen auf eventuellen Konkurrenzdruck oder auf die tageszeitliche Verfügbarkeit der Nahrung, zum anderen auf die optische Orientierung des Organismus selbst zurückzuführen sein kann.

### Fressfeinde

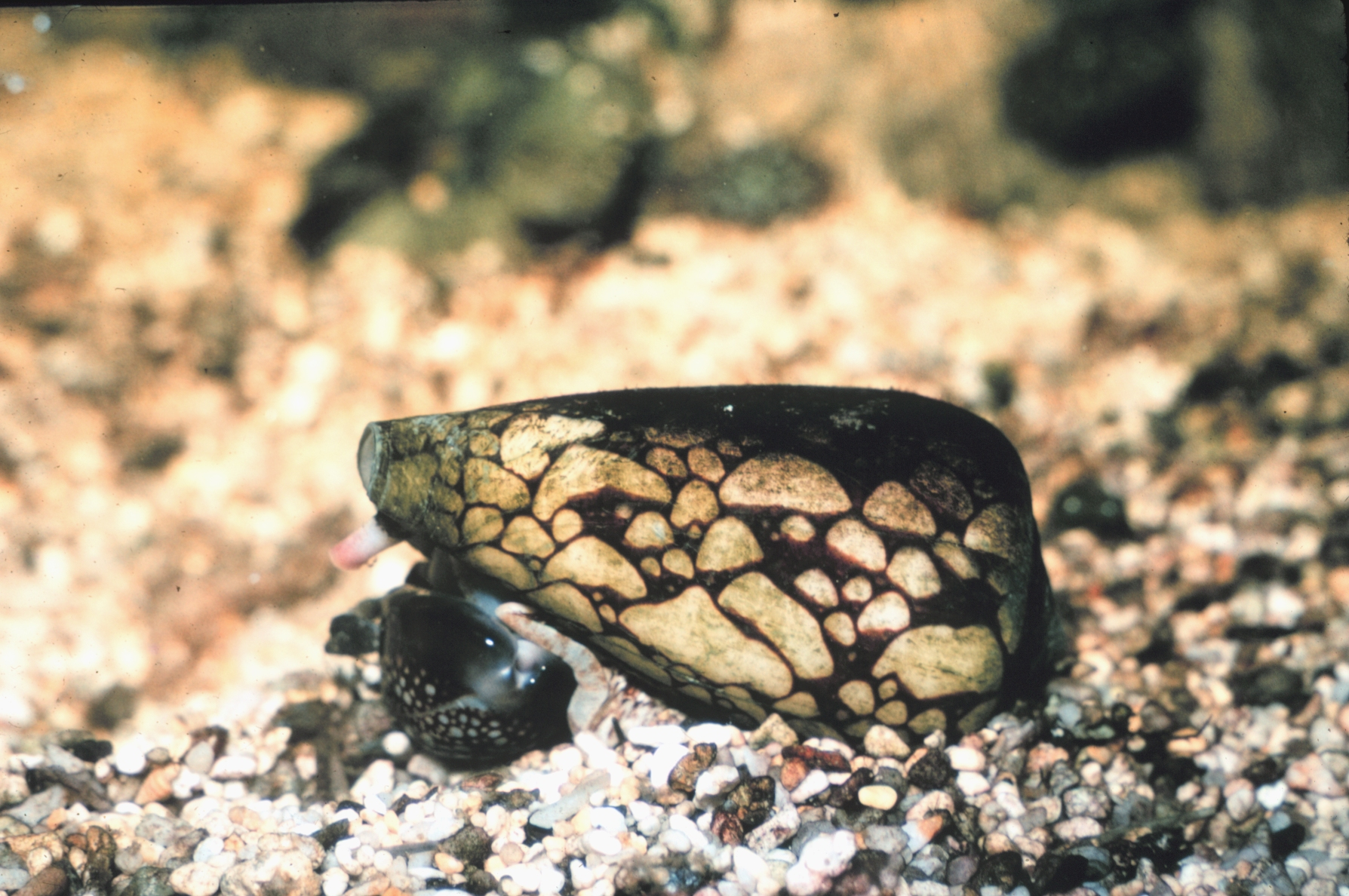
Schlangenkopf-Kaurischnecke (Cypraea caputserpensis) wird von Marmorkegelschnecke (Conus marmoreus) gefressen

Fressfeinde der Kaurischnecken sind einige Fischarten, wie die Familie der Kugelfische (Tetraodontidae), die kräftige Kiefer haben und die Schalen knacken können oder aber Gehäuse und Tier als Ganzes verschlingen. Außerdem gibt es Räuber, die spezielle Werkzeuge haben, um an ihre Beute zu gelangen. So bohrt z. B. der Gewöhnliche Krake (Octopus vulgaris) ein Loch in das Gehäuse, injiziert dann Gift, das das Tier lähmt. Anschließend löst der Krake mit seinem Verdauungssaft die inneren Organe der Beute auf und saugt den Proteinsaft auf.

### Fortpflanzung
Bei den Porzellanschnecken ist Getrenntgeschlechtigkeit und Sexualdimorphismus zu beobachten, was bedeutet, dass es bei jeder Art sowohl männliche als auch weibliche Kaurischnecken gibt. Die Keimdrüse der Schnecke produziert also entweder Eizellen oder Samenzellen. Nach der Paarung setzt das Weibchen ein Gelege an der Niedrigwasserlinie auf Korallen, Steinen, Kokosschalen oder ähnlichen Körpern bzw. Strukturen ab. Es bedeckt das Gelege mit dem Fuß, bis die kleinen Schwimmlarven ausgeschlüpft sind (ca. 5–6 Tage). Die Gelege bestehen aus etwa 150–300 zusammengeklebten Eiertaschen, die je 500–600 Eier enthalten, so dass ein Weibchen etwa hunderttausend Eier produziert. Die Schwimmlarven (Veliger-Larven) breiten sich als Bestandteil des Planktons durch die Strömungen im Freiwasserbereich (Pelagial) aus. Veliger-Larven besitzen bereits Ansätze von Organen einer ausgewachsenen Schnecke, wie Augen, Fühleransätze und den Schalendeckel (Operculum). Nach einer Metamorphose entstehen nach 2–3 Monaten aus den Schwimmlarven am Grund des Flachwasserbereiches junge Kaurischnecken. Da die Kaurischnecke im Verhältnis zu ihren potentiellen Feinden ein sehr kleiner Organismus ist, der besonders im Larven-Stadium vielen Fressfeinden ausgesetzt ist, handelt es sich hier um einen R-Strategen. Das bedeutet, dass der Organismus durch seine äußerst hohe Produktionsrate räuberische Eingriffe in Gelege und Larven kompensiert. Aus dieser Literaturauswertung geht nicht hervor, wie lange es dauert, bis die Geschlechtsorgane ausgewachsen sind und bis es der jungen Kaurischnecke gelingt, ihre anfangs weiche Schale durch Kalkanlagerung auszuhärten.

## Die Bedeutung der Kaurischnecken in der Kulturgeschichte des Menschen

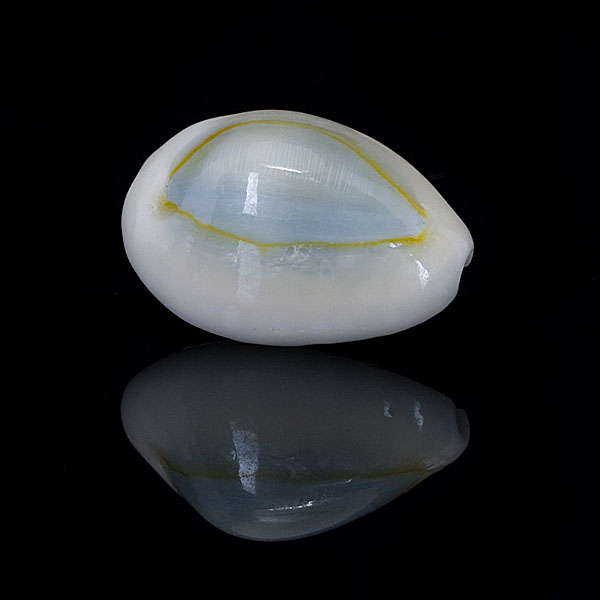
Cypraea annulus

Einige Arten, wie Cypraea moneta galten in der Vergangenheit in Afrika, in Ost- und Südasien und in der Südsee als Zahlungsmittel („Kaurigeld“). In Südostasien, Südindien und Ostafrika werden Kaurischnecken als Spielsteine in verschiedenen Mancala-Varianten verwendet, darunter z. B. Bao La Kiswahili und Congkak. Im Indopazifik kommt häufig die Tigerschnecke (Cypraea tigris) vor. Einige Cypraeenarten wie Cypraea tigris und Cypraea pantherina gelangten in der römischen Kaiserzeit und im Frühmittelalter in größerer Zahl nach Europa, wo sie von Frauen als Amulett getragen wurden und nach dem Tod auch als Grabbeigabe in die Gräber gelangten. Auch im Zusammenhang mit Voodoo spielen die Gehäuse der Schnecken eine Rolle als Kultgegenstand.

### Namensgebung
Der Name Kauri stammt aus Hindi kauṛī (कौड़ी, Aussprache ˈkɔːɽiː). Er bezeichnet die beiden Arten Cypraea annulus (lat. Ring) und Cypraea moneta (lat. Geld). Die Bezeichnung annulus („Ring“) beschreibt den gelb-orangen Kreis auf dem Rücken der Schneckenschale jener Art. Der Begriff Porzellan allerdings leitet sich vom italienischen Namen für Kaurischnecke („porcellana“) ab. Wegen der Beschaffenheit des Schneckengehäuses wurde gegen Ende des 13. Jahrhunderts das Porzellan mit der Schale der Kaurischnecke verglichen und der Name der Schnecke auf den Wertstoff übertragen.

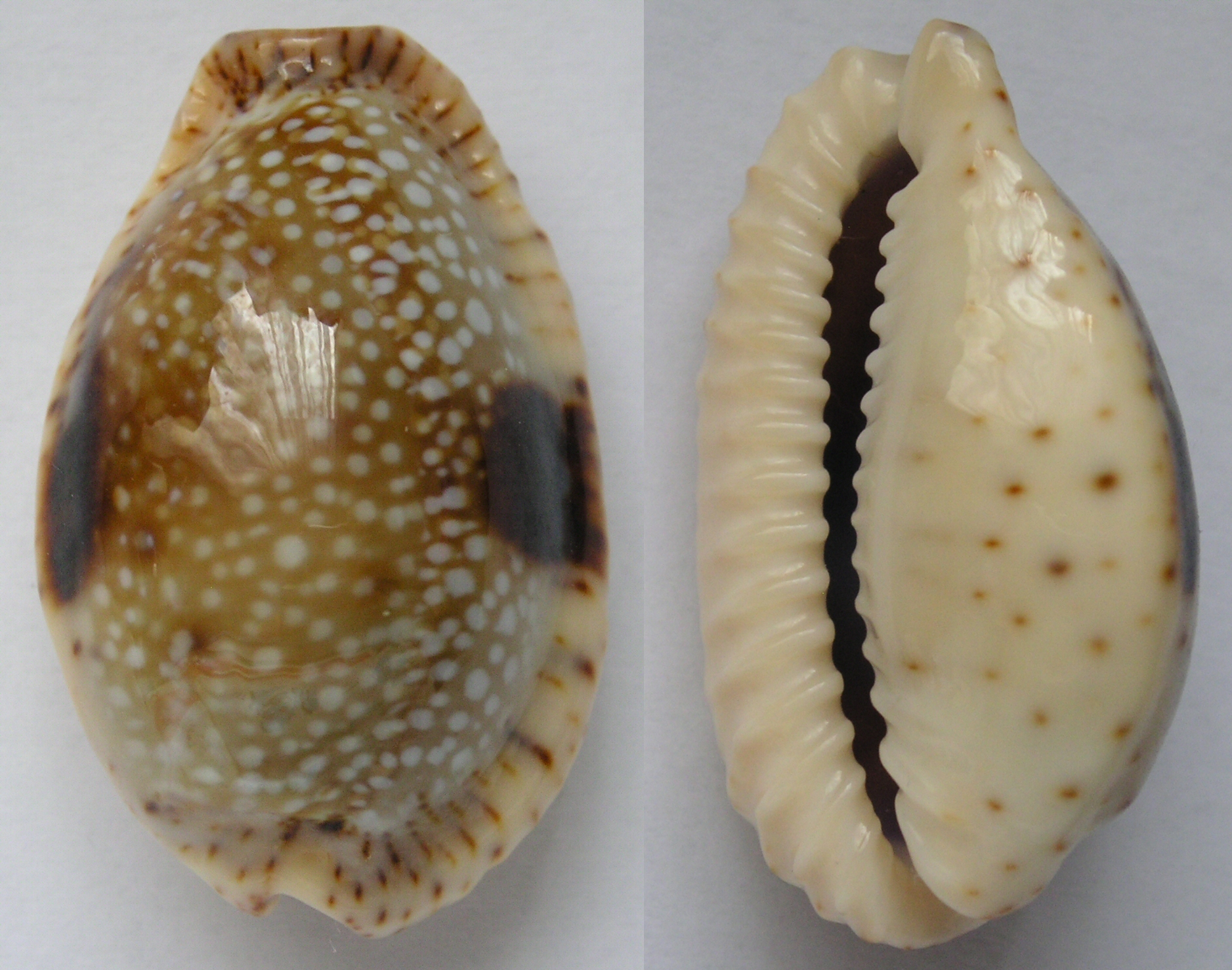
Cypraea nebrites

„In der heutigen chinesischen Schrift bildet die Kauri (Pei) mehr als 200 Zusammensetzungen für Worte, die Geld, Kaufen, Verkaufen und andere Begriffe des Handels und der Geldwirtschaft bedeuten“. Im Malaiischen ist sie als sogenannte Beja namensgebend für die Bedeutung von Zoll und Steuer. Im Hindi bedeutet kauṛī auch allgemein „kleine Münze, Groschen, Pfennig“ und findet sich in Redewendungen wie „keinen Pfennig wert sein“, „jeden Pfennig umdrehen“ oder „auf Heller und Pfennig bezahlen“. In Persien findet sie um 1100 n. Chr. Einzug unter dem Namen „Eselsmuschel“, auf Grund ihrer häufigen Verwendung als Tierschmuck.

### Vorkommen der Kaurischnecke als Kulturgegenstand
Im Binnenland von Nordafrika und Eurasien weisen mehrere Grabfunde auf den Import der Kaurischnecke hin. So waren die Kaurischnecken schon im Neolithikum (Jungsteinzeit) ca. 6000 v. Chr. in Kassu (China) bekannt. In Mesopotamien wurden in den eisenzeitlichen Ruinen des ca. 600 v. Chr. zerstörten Nimrud Cypraea annulus gefunden. An der unteren Weichsel lagen Kauris in Gesichtsurnen der Hallstattzeit (800–475 v. Chr.) und in den Gräbern der arabisch-nordischen und römischen Kultur. In Ägypten waren Kaurischnecken ein beliebtes Schmuckstück und wurden von Frauen oftmals aufgereiht um die Taille getragen. Ihnen wurde wahrscheinlich eine schützende Funktion für Frauen zugetraut, was wohl mit ihrer Ähnlichkeit mit dem weiblichen Geschlechtsorgan zu tun hatte. Goldene Kaurischnecken fanden sich in Bestattungen von Prinzessinnen. An der unteren Oder gab es Funde von Kaurischnecken in einem altheidnischen Grab und in einem Hünengrab. Nach Schweden gelangten sie im 9. nachchristlichen Jahrhundert, wie ein Grabfund von Kauri auf Björko im Mälarsee beweist.
Die Funde als „meist in der Gegend des Schoßes niedergelegte Grabbeigaben“, gehen fast ausschließlich auf Frauengräber der reicheren Bevölkerungsschichten zurück, was auf den Wert der Kauri als Fruchtbarkeitssymbol schließen lässt. Durch ihre äußere Form wurde sie in Europa besonders in der Antike und im frühen Mittelalter mit dem weiblichen Geschlechtsteil assoziiert und als Fruchtbarkeitsamulett getragen. Einzelne Amulette gegen den ‚bösen Blick‘ lassen eine Assoziation mit dem Auge zu. „In Europa erreicht das Fundaufkommen während des Früh-Mittelalters seinen Höhepunkt“. In Südwestdeutschland und der Schweiz handelt es sich bei diesen Kaurischnecken vor allem um die Art Cypraea pantherina, welche nur im Roten Meer und im Golf von Aden vorkommt. Die Verbreitung über solche Entfernungen lässt Rückschlüsse auf frühzeitliche Handelswege zu. Die Kaurischnecken treten nicht in allen Phasen der Spätantike und des Mittelalters in gleicher Menge auf. Ihre Höhepunkte als Grabbeigabe in Europa erfährt die Kaurischnecke im späten 4. Jahrhundert, in der Mitte des 6. Jahrhunderts bis um 600 n. Chr. und vom 9. bis 12. Jahrhundert besonders im Karpatenbecken. Hier handelt es sich allerdings um die Art Cypraea moneta, was auf die damaligen unterschiedlichen Handelsnetze im europäischen Raum schließen lässt. Die verschiedenen Phasen können zum Teil mit Krisen, wie durch Kriege oder Ressourcenknappheit infolge von Umwelteinflüssen, begründet werden. Bei den Handelswegen spielte um das 6. und 7. Jahrhundert n. Chr. vor allem der Rhône-Saône-Korridor eine entscheidende Rolle für die Verbreitung der Kaurischnecken in Europa, welche bis nach England und Skandinavien nachvollzogen werden kann. Generell ist in Europa durch die frühe Nutzung der Wasserhandelswege eine Akkumulation von Fundstellen entlang der großen Flusssysteme zu beobachten (s. Abb. 7). Die Alpenpässe gewannen erst im ausgehenden 7. Jahrhundert als Handelsrouten an Bedeutung. Fundlücken, wie am Niederrhein, sind oft auf kalkarme Böden zurückzuführen, welche die Erhaltungschancen von kalkhaltigen Schneckenhäusern oder Skeletten verschlechtern. Als Geld verbreitete sich die Cypraea moneta schon seit ca. 1500 v. Chr. von den Ryūkyū-Inseln (japanische Inselgruppe im Ostchinesischen Meer) aus nach China und seit 400 n. Chr. von den Malediven-Inseln aus nach Persien, Vorderindien, Hinterindien und eroberte fast ganz Afrika. In der Neuzeit wird die Kaurischnecke in Nord- und Mitteleuropa vor allem als Schmuck für das Lederzeug von Pferden benutzt.

### Währung und Handel
Sowohl ihr Glanz, die schönen Farben und Muster auf der Schale, als auch die Handlichkeit und Festigkeit der Schale, sowie das geringe Gewicht, machte die Kaurischnecke zu einem beliebten Zahlungsmittel in der Südsee, Afrika, Ost- und Südasien. Sie wurde meist in bestimmter Anzahl (z. B. zu 12.000 Stück) in Beutel verpackt oder durchbohrt auf Schnüre gereiht gehandelt. In China wurde von 1500 v. Chr. bis 200 v. Chr. Cypraea moneta als Zahlungsmittel eingesetzt. Bis in das 12. Jahrhundert n. Chr. wurde sie in Tibet als Scheidemünze genutzt. Die weiteste Verbreitung als Währung hatte die Cypraea moneta in Vorderindien vom 4. bis 6. Jahrhundert n. Chr. Cypraea annulus war in Bengalen und Siam vom 18. bis Mitte 19. Jahrhundert allgemeines Zahlungsmittel.
Ab dem 13. Jahrhundert übernahmen die Venezianer den Kaurihandel in jenen Gebieten, die sich vom Indischen Ozean bis Afrika erstrecken. Sie brachten, ebenso wie es die Araber zuvor taten, das Tauschmittel mit Schiffen von den Malediven nach Marokko. Von dort breitete sich die Kauri-Währung mit Karawanen nach Süden und Osten aus. Um 1520 wurden erstmals Sklaven in West-Afrika mit Kaurigeld gehandelt. Ende des 15. Jahrhunderts traten die Portugiesen, Holländer und Engländer in den lukrativen Handel mit der Guineaküste ein. Im 18. bis zu Beginn des 19. Jahrhunderts kauften sie in Guinea für die Kauri, welche dort den doppelten Wert wie auf den Malediven oder in den indischen Handelsplätzen hatte, Sklaven ein, die sie dann mit großem Gewinn in Amerika absetzten. Mitte des 19. Jahrhunderts führten französische und deutsche Firmen mit Erfolg an der Guineaküste die ostafrikanische Cypraea annulus ein. Die darauf folgende ständige Masseneinfuhr führte dort schließlich zu einer Kauri-Inflation. Sie wurde demzufolge als Zahlungsmittel durch Münzen der europäischen Nationen ersetzt. In einigen Gebieten im Inneren Afrikas hat die Kaurischnecke um 1950 noch als Scheidemünze Gebrauch gefunden.
Die Menge der Kaurischalen, die allein während des 19. Jahrhunderts nach Westafrika eingeführt wurde, wird auf mindestens 75 Milliarden Stück geschätzt (ca. 115.000 Tonnen). Würde man die 2 × 1 × 1 cm³ großen Schalen dicht hintereinander in einer Reihe anordnen, so würde diese eine Länge von 1.500.000 km haben.
Es gibt Quellen, die belegen, in welch großen Mengen die Kaurischnecken gesammelt wurden. Zum Beispiel sind um 1883 die Frauen und Männer auf den Malediven zweimal im Monat jeweils drei Tage lang durch die Küstengewässer gewatet, um Kaurischnecken zu sammeln. Manch einer konnte dabei an einem Tag bis zu 12.000 Stück erbeuten. Die Kaurischnecke kursierte als Währung an mehr Orten auf dieser Welt, als es je eine Münze getan hat. In Europa jedoch fand sie weniger den Nutzen als Währung als zur Dekoration und zu religiösen Ritualen.

### Wert einer Kauri

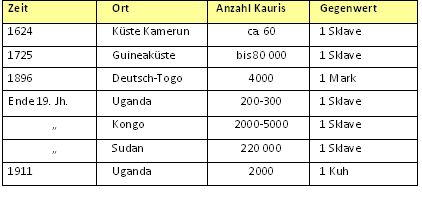
Tab. 1: Wert der Kaurischnecke.

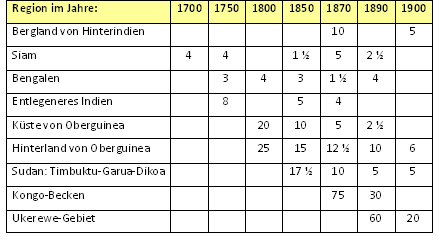
Tab. 2: Kaufkraft von 100 Kauris in Goldpfennig.

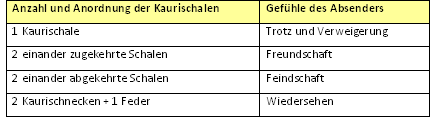
Tab. 3: Die Bedeutung der Kaurischnecken bei der Überbringung von Botschaften.

Um 1850 konnte man im Sudan für eine Kauri eine Handvoll Bohnen, eine Schale Trinkwasser, eine Nadel oder eine Zwiebel bekommen. Durch den geringen Einzelwert des Stückes war es möglich, den gerade benötigten Gegenstand des täglichen Bedarfs in kleinster Menge zu kaufen. In den größeren Marktorten Westafrikas bestand ein fester Kurs für die Kauri, wobei der Wert der Kauri nicht an allen Orten und zu allen Zeiten gleich blieb, was aus den Tabellen 1 und 2 hervorgeht.

### Die Kaurischnecke als Schmuck, Talisman, Rangabzeichen und für Botschaften
Wenn die Kaurischnecke in einem Gebiet erstmals auftauchte, wurde sie als Schmuck hoch geschätzt und dadurch ein beliebtes Tauschmittel. Jedoch deckten sich Gebiete, in denen die Kauri als Währung galt, nicht mit denen, in denen Kauri-Schmuck bevorzugt wurde. Auf Grund der Schönheit der Schalen mit ihren Farben und dem Glanz, aber auch wegen der gleichmäßigen Größe und der eiförmigen Gestalt, eignet sich die Kaurischnecke besonders gut, um Muster zu bilden und Gegenstände und Menschen zu verzieren. Sie wurde sowohl in Deutschland, Tirol und Ungarn, als auch in Vorderasien, Persien, Indien, Westafrika und Ägypten bei Zug-, Reit- oder Tragetieren als Schmuck benutzt. Wenn auch nur vereinzelt, dienten sie in Europa zur Zierde an Riemen, Taschen und ledernen Gurten der Schlächter und Viehschneider. Von Süd-, Osteuropa bis Tibet und Indien hingegen dienten sie bevorzugt als Frauenschmuck im Haar, als lose, herabhängende Kauris an Mützenränder genäht und an Hals- und Stirnbändern. Kopfbedeckungen aus Kauris fanden Einzug in China, Ost- und Westafrika. Der Kauri-Schmuck findet die weiteste Verbreitung im Indopazifik und Afrika in Form von Ketten und Ohrgehängen, oder aber als Talisman an Hals und Brust. Des Weiteren finden wir dort bestickte Riemchenschürzen, Brustschärpen, Gürtel, Frauenjacken und -röcke. Verzierte Musikinstrumente und Tanzmasken sowie bestickte Gefäße, Köcher und Schwertscheiden lassen die Bedeutung der Kauri als Talisman erahnen. Auch in neuer Zeit findet die Kaurischnecke zwar nicht als Währung, sondern als Schmuck weltweit den größten Einsatz.
In Japan und Indien wird die Kaurischnecke zum Teil immer noch als Talisman von der Entbindenden in der Hand gehalten. Kauri-Ketten, mit denen in Westafrika Frauen vor und während der Entbindung behängt werden, schützen vor bösen Geistern. Wegen der Assoziation ihrer äußeren Form mit dem weiblichen Geschlechtsteil und durch die enorm hohe Produktionsrate als R-Stratege wird der Kaurischnecke große Bedeutung als Fruchtbarkeitssymbol zugesprochen. Als Ehrenzeichen der Mutter in Japan dient sie im Gegensatz dazu in Südindien als Zeichen der unberührten Jungfrau.
Zur Zeit des Sklavenhandels konnten in Botenschnüre eingeflochtene Schalen der Kaurischnecke die Gefühle des Absenders ausdrücken. In folgender Tabelle (Tabelle 3) sind ein paar Beispiele dazu aufgeführt.

## Systematik
Im Folgenden die Systematik zur Familie der Cypraeidae, wie sie von Felix Lorenz 2006 beschrieben wurde. Diese Betrachtung basiert auf den DNA-Studien von Chris Meyer aus dem Jahr 2004.
| Unterfamilie               | Gattung        | Art              | Beschrieben von      | Jahr |
| -------------------------- | -------------- | ---------------- | -------------------- | ---- |
| Archaic groups             | Ipsa           | childreni        | Gray                 | 1825 |
| Archaic groups             | Nesiocypraea   | aenigma          | Lorenz               | 2002 |
| Archaic groups             | Nesiocypraea   | lisetae          | Kilburn              | 1975 |
| Archaic groups             | Nesiocypraea   | midwayensis      | Azuma & Kurohara     | 1967 |
| Archaic groups             | Nesiocypraea   | teramachii       | Kuroda               | 1938 |
| Archaic groups             | Propustularia  | surinamensis     | Perry                | 1811 |
| Bernayinae                 | Barycypraea    | fultoni          | Sowerby              | 1903 |
| Bernayinae                 | Barycypraea    | teulerei         | Cazenavette          | 1846 |
| Bernayinae                 | Zoila          | decipiens        | Smith                | 1880 |
| Bernayinae                 | Zoila          | eludens          | Raybaudi             | 1991 |
| Bernayinae                 | Zoila          | friendii         | Gray                 | 1831 |
| Bernayinae                 | Zoila          | jeaniana         | Cate                 | 1968 |
| Bernayinae                 | Zoila          | ketyana          | Raybaudi             | 1978 |
| Bernayinae                 | Zoila          | marginata        | Gaskoin              | 1849 |
| Bernayinae                 | Zoila          | mariellae        | Raybaudi             | 1983 |
| Bernayinae                 | Zoila          | orientalis       | Raybaudi             | 1985 |
| Bernayinae                 | Zoila          | perlae           | Lopez & Chiang       | 1975 |
| Bernayinae                 | Zoila          | rosselli         | Cotton               | 1948 |
| Bernayinae                 | Zoila          | thersites        | Gaskoin              | 1849 |
| Bernayinae                 | Zoila          | venusta          | Sowerby              | 1846 |
| Cypraeinae (Cypraeini)     | Cypraea        | pantherina       | Lightfoot            | 1786 |
| Cypraeinae (Cypraeini)     | Cypraea        | tigris           | Linnaeus             | 1758 |
| Cypraeinae (Cypraeini)     | Muracypraea    | mus              | Linnaeus             | 1758 |
| Cypraeinae (Mauritiini)    | Leporicypraea  | geographica      | Schilder & Schilder  | 1933 |
| Cypraeinae (Mauritiini)    | Leporicypraea  | mappa            | Linnaeus             | 1758 |
| Cypraeinae (Mauritiini)    | Leporicypraea  | valentia         | Perry                | 1811 |
| Cypraeinae (Mauritiini)    | Macrocypraea   | cervinetta       | Kiener               | 1843 |
| Cypraeinae (Mauritiini)    | Macrocypraea   | cervus           | Linnaeus             | 1771 |
| Cypraeinae (Mauritiini)    | Macrocypraea   | zebra            | Linnaeus             | 1758 |
| Cypraeinae (Mauritiini)    | Mauritia       | arabica          | Linnaeus             | 1758 |
| Cypraeinae (Mauritiini)    | Mauritia       | asiatica         | Schilder & Schilder  | 1939 |
| Cypraeinae (Mauritiini)    | Mauritia       | depressa         | Gray                 | 1824 |
| Cypraeinae (Mauritiini)    | Mauritia       | eglantina        | Duclos               | 1833 |
| Cypraeinae (Mauritiini)    | Mauritia       | grayana          | Schilder             | 1930 |
| Cypraeinae (Mauritiini)    | Mauritia       | histrio          | Gmelin               | 1791 |
| Cypraeinae (Mauritiini)    | Mauritia       | immanis          | Schilder & Schilder  | 1939 |
| Cypraeinae (Mauritiini)    | Mauritia       | maculifera       | Schilder             | 1932 |
| Cypraeinae (Mauritiini)    | Mauritia       | scurra           | Gmelin               | 1791 |
| Cypraeovulinae             | Cypraeovula    | alfredensis      | Schilder & Schilder  | 1929 |
| Cypraeovulinae             | Cypraeovula    | algoensis        | Gray                 | 1825 |
| Cypraeovulinae             | Cypraeovula    | capensis         | Gray                 | 1828 |
| Cypraeovulinae             | Cypraeovula    | castanea         | Higgins              | 1868 |
| Cypraeovulinae             | Cypraeovula    | colligata        | Lorenz               | 2002 |
| Cypraeovulinae             | Cypraeovula    | connelli         | Liltved              | 1983 |
| Cypraeovulinae             | Cypraeovula    | coronata         | Schilder             | 1930 |
| Cypraeovulinae             | Cypraeovula    | cruickshanki     | Kilburn              | 1972 |
| Cypraeovulinae             | Cypraeovula    | edentula         | Gray                 | 1825 |
| Cypraeovulinae             | Cypraeovula    | fuscodentata     | Gray                 | 1825 |
| Cypraeovulinae             | Cypraeovula    | fuscorubra       | Shaw                 | 1909 |
| Cypraeovulinae             | Cypraeovula    | immelmani        | Liltved              | 2001 |
| Cypraeovulinae             | Cypraeovula    | iutsui           | Shikama              | 1974 |
| Cypraeovulinae             | Cypraeovula    | kesslerorum      | Lorenz               | 2006 |
| Cypraeovulinae             | Cypraeovula    | mikeharti        | Lorenz               | 1985 |
| Cypraeovulinae             | Cypraeovula    | volvens          | Fazzini & Bergonzoni | 2004 |
| Cypraeovulinae             | Notocypraea    | angustata        | Gmelin               | 1791 |
| Cypraeovulinae             | Notocypraea    | comptonii        | Gray                 | 1847 |
| Cypraeovulinae             | Notocypraea    | declivis         | Sowerby              | 1870 |
| Cypraeovulinae             | Notocypraea    | dissecta         | Iredale              | 1931 |
| Cypraeovulinae             | Notocypraea    | piperita         | Gray                 | 1825 |
| Cypraeovulinae             | Notocypraea    | pulicaria        | Reeve                | 1846 |
| Cypraeovulinae             | Notocypraea    | subcarnea        | Beddome              | 1896 |
| Erosariinae                | Cryptocypraea  | dillwyni         | Schilder             | 1922 |
| Erosariinae                | Erosaria       | acicularis       | Gmelin               | 1791 |
| Erosariinae                | Erosaria       | albuginosa       | Gray                 | 1825 |
| Erosariinae                | Erosaria       | beckii           | Gaskoin              | 1836 |
| Erosariinae                | Erosaria       | bernardi         | Richard              | 1974 |
| Erosariinae                | Erosaria       | boivinii         | Kiener               | 1843 |
| Erosariinae                | Erosaria       | cernica          | Sowerby              | 1870 |
| Erosariinae                | Erosaria       | citrina          | Gray                 | 1825 |
| Erosariinae                | Erosaria       | eburnea          | Barnes               | 1824 |
| Erosariinae                | Erosaria       | englerti         | Summers & Burgess    | 1965 |
| Erosariinae                | Erosaria       | erosa            | Linnaeus             | 1758 |
| Erosariinae                | Erosaria       | gangranosa       | Dillwyn              | 1817 |
| Erosariinae                | Erosaria       | helvola          | Linnaeus             | 1758 |
| Erosariinae                | Erosaria       | irrorata         | Gray                 | 1828 |
| Erosariinae                | Erosaria       | labrolineata     | Gaskoin              | 1849 |
| Erosariinae                | Erosaria       | lamarckii        | Gray                 | 1825 |
| Erosariinae                | Erosaria       | macandrewi       | Sowerby              | 1870 |
| Erosariinae                | Erosaria       | marginalis       | Dillwyn              | 1827 |
| Erosariinae                | Erosaria       | miliaris         | Gmelin               | 1791 |
| Erosariinae                | Erosaria       | nebrites         | Melvill              | 1888 |
| Erosariinae                | Erosaria       | ocellata         | Linnaeus             | 1758 |
| Erosariinae                | Erosaria       | ostergaardi      | Dall                 | 1921 |
| Erosariinae                | Erosaria       | poraria          | Linnaeus             | 1758 |
| Erosariinae                | Erosaria       | spurca           | Linnaeus             | 1758 |
| Erosariinae                | Erosaria       | thomasi          | Crosse               | 1865 |
| Erosariinae                | Erosaria       | turdus           | Lamarck              | 1810 |
| Erosariinae                | Monetaria      | annulus          | Linnaeus             | 1758 |
| Erosariinae                | Monetaria      | caputdraconis    | Melvill              | 1888 |
| Erosariinae                | Monetaria      | caputophidii     | Schilder             | 1927 |
| Erosariinae                | Monetaria      | caputserpentis   | Linnaeus             | 1758 |
| Erosariinae                | Monetaria      | moneta           | Linnaeus             | 1758 |
| Erosariinae                | Monetaria      | obvelata         | Lamarck              | 1810 |
| Erosariinae                | Monetaria      | sublitorea       | Lorenz               | 1998 |
| Erosariinae                | Nucleolaria    | granulata        | Pease                | 1862 |
| Erosariinae                | Nucleolaria    | nucleus          | Linnaeus             | 1758 |
| Erosariinae                | Perisserosa    | guttata          | Gmelin               | 1791 |
| Erosariinae                | Staphylaea     | limacina         | Lamarck              | 1810 |
| Erosariinae                | Staphylaea     | semiplota        | Mighels              | 1845 |
| Erosariinae                | Staphylaea     | staphylaea       | Linnaeus             | 1758 |
| Erroneinae (Bistolidini)   | Bistolida      | brevidentata     | Sowerby              | 1870 |
| Erroneinae (Bistolidini)   | Bistolida      | diauges          | Melvill              | 1888 |
| Erroneinae (Bistolidini)   | Bistolida      | erythraeensis    | Sowerby              | 1837 |
| Erroneinae (Bistolidini)   | Bistolida      | goodallii        | Sowerby              | 1832 |
| Erroneinae (Bistolidini)   | Bistolida      | hirundo          | Linnaeus             | 1758 |
| Erroneinae (Bistolidini)   | Bistolida      | kieneri          | Hidalgo              | 1906 |
| Erroneinae (Bistolidini)   | Bistolida      | owenii           | Sowerby              | 1837 |
| Erroneinae (Bistolidini)   | Bistolida      | stolida          | Linnaeus             | 1758 |
| Erroneinae (Bistolidini)   | Bistolida      | ursellus         | Gmelin               | 1791 |
| Erroneinae (Bistolidini)   | Cribrarula     | astaryi          | Schilder             | 1971 |
| Erroneinae (Bistolidini)   | Cribrarula     | catholicorum     | Schilder & Schilder  | 1938 |
| Erroneinae (Bistolidini)   | Cribrarula     | comma            | Perry                | 1811 |
| Erroneinae (Bistolidini)   | Cribrarula     | cribraria        | Linnaeus             | 1758 |
| Erroneinae (Bistolidini)   | Cribrarula     | cumingii         | Sowerby              | 1832 |
| Erroneinae (Bistolidini)   | Cribrarula     | esontropia       | Duclos               | 1833 |
| Erroneinae (Bistolidini)   | Cribrarula     | exmouthensis     | Melvill              | 1888 |
| Erroneinae (Bistolidini)   | Cribrarula     | fallax           | Smith                | 1881 |
| Erroneinae (Bistolidini)   | Cribrarula     | garciai          | Lorenz & Raines      | 2001 |
| Erroneinae (Bistolidini)   | Cribrarula     | gaskoinii        | Reeve                | 1846 |
| Erroneinae (Bistolidini)   | Cribrarula     | gaspardi         | Biraghi & Nicolay    | 1993 |
| Erroneinae (Bistolidini)   | Cribrarula     | gravida          | Moretzsohn           | 2002 |
| Erroneinae (Bistolidini)   | Cribrarula     | melwardi         | Iredale              | 1930 |
| Erroneinae (Bistolidini)   | Cribrarula     | pellisserpentis  | Lorenz               | 1999 |
| Erroneinae (Bistolidini)   | Cribrarula     | taitae           | Burgess              | 1993 |
| Erroneinae (Bistolidini)   | Ovatipsa       | chinensis        | Gmelin               | 1791 |
| Erroneinae (Bistolidini)   | Ovatipsa       | coloba           | Melvill              | 1888 |
| Erroneinae (Bistolidini)   | Palmadusta     | androyensis      | Blöcher & Lorenz     | 1999 |
| Erroneinae (Bistolidini)   | Palmadusta     | artuffeli        | Jousseaume           | 1876 |
| Erroneinae (Bistolidini)   | Palmadusta     | asellus          | Linnaeus             | 1758 |
| Erroneinae (Bistolidini)   | Palmadusta     | clandestina      | Linnaeus             | 1767 |
| Erroneinae (Bistolidini)   | Palmadusta     | contaminata      | Sowerby              | 1832 |
| Erroneinae (Bistolidini)   | Palmadusta     | diluculum        | Reeve                | 1845 |
| Erroneinae (Bistolidini)   | Palmadusta     | humphreysii      | Gray                 | 1825 |
| Erroneinae (Bistolidini)   | Palmadusta     | johnsonorum      | Lorenz               | 2002 |
| Erroneinae (Bistolidini)   | Palmadusta     | lentiginosa      | Gray                 | 1825 |
| Erroneinae (Bistolidini)   | Palmadusta     | lutea            | Gmelin               | 1791 |
| Erroneinae (Bistolidini)   | Palmadusta     | saulae           | Gaskoin              | 1843 |
| Erroneinae (Bistolidini)   | Palmadusta     | ziczac           | Linnaeus             | 1758 |
| Erroneinae (Bistolidini)   | Talostolida    | latior           | Melvill              | 1888 |
| Erroneinae (Bistolidini)   | Talostolida    | pellucens        | Melvill              | 1888 |
| Erroneinae (Bistolidini)   | Talostolida    | pseudoteres      | Lorenz & Barbier     | 1992 |
| Erroneinae (Bistolidini)   | Talostolida    | rashleighana     | Melvill              | 1888 |
| Erroneinae (Bistolidini)   | Talostolida    | subteres         | Weinkauff            | 1881 |
| Erroneinae (Bistolidini)   | Talostolida    | teres            | Gmelin               | 1791 |
| Erroneinae (Erroneini)     | Austrasiatica  | alexhuberti      | Lorenz & Huber       | 2000 |
| Erroneinae (Erroneini)     | Austrasiatica  | deforgesi        | Lorenz               | 2002 |
| Erroneinae (Erroneini)     | Austrasiatica  | hirasei          | Roberts              | 1913 |
| Erroneinae (Erroneini)     | Austrasiatica  | langfordi        | Kuroda               | 1938 |
| Erroneinae (Erroneini)     | Austrasiatica  | sakuraii         | Habe                 | 1970 |
| Erroneinae (Erroneini)     | Blasicrura     | interrupta       | Gray                 | 1824 |
| Erroneinae (Erroneini)     | Blasicrura     | pallidula        | Gaskoin              | 1849 |
| Erroneinae (Erroneini)     | Blasicrura     | summersi         | Schilder             | 1958 |
| Erroneinae (Erroneini)     | Contradusta    | barclayi         | Reeve                | 1857 |
| Erroneinae (Erroneini)     | Contradusta    | bregeriana       | Crosse               | 1868 |
| Erroneinae (Erroneini)     | Contradusta    | pulchella        | Swainson             | 1823 |
| Erroneinae (Erroneini)     | Contradusta    | walkeri          | Sowerby              | 1832 |
| Erroneinae (Erroneini)     | Eclogavena     | coxeni           | Cox                  | 1873 |
| Erroneinae (Erroneini)     | Eclogavena     | dayritiana       | Cate                 | 1963 |
| Erroneinae (Erroneini)     | Eclogavena     | luchuana         | Kuroda               | 1960 |
| Erroneinae (Erroneini)     | Eclogavena     | quadrimaculata   | Gray                 | 1824 |
| Erroneinae (Erroneini)     | Erronea        | angioyorum       | Biraghi              | 1978 |
| Erroneinae (Erroneini)     | Erronea        | caurica          | Linnaeus             | 1758 |
| Erroneinae (Erroneini)     | Erronea        | cylindrica       | Born                 | 1778 |
| Erroneinae (Erroneini)     | Erronea        | errones          | Linnaeus             | 1758 |
| Erroneinae (Erroneini)     | Erronea        | fernandoi        | Cate                 | 1969 |
| Erroneinae (Erroneini)     | Erronea        | nymphae          | Jay                  | 1850 |
| Erroneinae (Erroneini)     | Erronea        | onyx             | Linnaeus             | 1758 |
| Erroneinae (Erroneini)     | Erronea        | ovum             | Gmelin               | 1791 |
| Erroneinae (Erroneini)     | Erronea        | pallida          | Gray                 | 1824 |
| Erroneinae (Erroneini)     | Erronea        | pyriformis       | Gray                 | 1824 |
| Erroneinae (Erroneini)     | Erronea        | rabaulensis      | Schilder             | 1964 |
| Erroneinae (Erroneini)     | Erronea        | subviridis       | Reeve                | 1835 |
| Erroneinae (Erroneini)     | Erronea        | succincta        | Linnaeus             | 1758 |
| Erroneinae (Erroneini)     | Erronea        | vredenburgi      | Schilder             | 1927 |
| Erroneinae (Erroneini)     | Erronea        | xanthodon        | Sowerby              | 1832 |
| Erroneinae (Erroneini)     | Melicerona     | felina           | Gmelin               | 1791 |
| Erroneinae (Erroneini)     | Melicerona     | listeri          | Gray                 | 1824 |
| Erroneinae (Erroneini)     | Notadusta      | hungerfordi      | Sowerby              | 1888 |
| Erroneinae (Erroneini)     | Notadusta      | martini          | Schepman             | 1907 |
| Erroneinae (Erroneini)     | Notadusta      | punctata         | Linnaeus             | 1771 |
| Erroneinae (Erroneini)     | Palmulacypraea | boucheti         | Lorenz               | 2002 |
| Erroneinae (Erroneini)     | Palmulacypraea | katsuae          | Kuroda               | 1960 |
| Erroneinae (Erroneini)     | Palmulacypraea | musumea          | Kuroda & Habe        | 1961 |
| Erroneinae (Erroneini)     | Purpuradusta   | barbieri         | Raybaudi             | 1986 |
| Erroneinae (Erroneini)     | Purpuradusta   | fimbriata        | Gmelin               | 1791 |
| Erroneinae (Erroneini)     | Purpuradusta   | gracilis         | Gaskoin              | 1849 |
| Erroneinae (Erroneini)     | Purpuradusta   | hammondae        | Iredale              | 1939 |
| Erroneinae (Erroneini)     | Purpuradusta   | microdon         | Gray                 | 1828 |
| Erroneinae (Erroneini)     | Purpuradusta   | minoridens       | Melvill              | 1901 |
| Erroneinae (Erroneini)     | Purpuradusta   | oryzaeformis     | Lorenz & Sterba      | 1999 |
| Erroneinae (Erroneini)     | Purpuradusta   | serrulifera      | Schilder & Schilder  | 1938 |
| Luriinae (Austrocypraeini) | Annepona       | mariae           | Schilder             | 1927 |
| Luriinae (Austrocypraeini) | Arestorides    | argus            | Linnaeus             | 1758 |
| Luriinae (Austrocypraeini) | Austrocypraea  | reevei           | Sowerby              | 1832 |
| Luriinae (Austrocypraeini) | Chelycypraea   | testudinaria     | Linnaeus             | 1758 |
| Luriinae (Austrocypraeini) | Lyncina        | aurantium        | Gmelin               | 1791 |
| Luriinae (Austrocypraeini) | Lyncina        | broderipii       | Sowerby              | 1832 |
| Luriinae (Austrocypraeini) | Lyncina        | camelopardalis   | Perry                | 1811 |
| Luriinae (Austrocypraeini) | Lyncina        | carneola         | Linnaeus             | 1758 |
| Luriinae (Austrocypraeini) | Lyncina        | joycae           | Clover               | 1970 |
| Luriinae (Austrocypraeini) | Lyncina        | kuroharai        | Kuroda & Habe        | 1961 |
| Luriinae (Austrocypraeini) | Lyncina        | leucodon         | Broderip             | 1828 |
| Luriinae (Austrocypraeini) | Lyncina        | leviathan        | Schilder & Schilder  | 1937 |
| Luriinae (Austrocypraeini) | Lyncina        | lynx             | Linnaeus             | 1758 |
| Luriinae (Austrocypraeini) | Lyncina        | nivosa           | Broderip             | 1827 |
| Luriinae (Austrocypraeini) | Lyncina        | porteri          | Cate                 | 1966 |
| Luriinae (Austrocypraeini) | Lyncina        | schilderorum     | Iredale              | 1939 |
| Luriinae (Austrocypraeini) | Lyncina        | sulcidentata     | Gray                 | 1824 |
| Luriinae (Austrocypraeini) | Lyncina        | ventriculus      | Lamarck              | 1810 |
| Luriinae (Austrocypraeini) | Lyncina        | vitellus         | Linnaeus             | 1758 |
| Luriinae (Austrocypraeini) | Trona          | stercoraria      | Linnaeus             | 1758 |
| Luriinae (Luriini)         | Luria          | cinerea          | Gmelin               | 1791 |
| Luriinae (Luriini)         | Luria          | controversa      | Gray                 | 1824 |
| Luriinae (Luriini)         | Luria          | gilvella         | Lorenz               | 2002 |
| Luriinae (Luriini)         | Luria          | isabella         | Linnaeus             | 1758 |
| Luriinae (Luriini)         | Luria          | isabellamexicana | Stearns              | 1893 |
| Luriinae (Luriini)         | Luria          | lurida           | Linnaeus             | 1758 |
| Luriinae (Luriini)         | Luria          | pulchra          | Gray                 | 1824 |
| Luriinae (Luriini)         | Luria          | tessellata       | Swainson             | 1822 |
| Luriinae (Luriini)         | Talparia       | exusta           | Sowerby              | 1832 |
| Luriinae (Luriini)         | Talparia       | talpa            | Linnaeus             | 1758 |
| Pseudozonariinae           | Neobernaya     | spadicea         | Swainson             | 1823 |
| Pseudozonariinae           | Pseudozonaria  | aequinoctialis   | Schilder             | 1933 |
| Pseudozonariinae           | Pseudozonaria  | annettae         | Dall                 | 1909 |
| Pseudozonariinae           | Pseudozonaria  | arabicula        | Lamarck              | 1810 |
| Pseudozonariinae           | Pseudozonaria  | nigropunctata    | Gray                 | 1828 |
| Pseudozonariinae           | Pseudozonaria  | robertsi         | Hidalgo              | 1906 |
| Pustulariinae              | Pustularia     | bistrinotata     | Schilder & Schilder  | 1937 |
| Pustulariinae              | Pustularia     | chiapponii       | Lorenz               | 1999 |
| Pustulariinae              | Pustularia     | cicercula        | Linnaeus             | 1758 |
| Pustulariinae              | Pustularia     | globulus         | Linnaeus             | 1758 |
| Pustulariinae              | Pustularia     | margarita        | Dillwyn              | 1817 |
| Pustulariinae              | Pustularia     | mauiensis        | Burgess              | 1967 |
| Umbiliinae                 | Umbilia        | armeniaca        | Verco                | 1912 |
| Umbiliinae                 | Umbilia        | capricornica     | Lorenz               | 1989 |
| Umbiliinae                 | Umbilia        | hesitata         | Iredale              | 1916 |
| Umbiliinae                 | Umbilia        | oriettae         | Lorenz & Massiglia   | 2005 |
| Umbiliinae                 | Umbilia        | petilirostris    | Darragh              | 2002 |
| Zonariinae                 | Schilderia     | achatidea        | Sowerby              | 1837 |
| Zonariinae                 | Zonaria        | angelicae        | Clover               | 1974 |
| Zonariinae                 | Zonaria        | picta            | Gray                 | 1824 |
| Zonariinae                 | Zonaria        | pyrum            | Gmelin               | 1791 |
| Zonariinae                 | Zonaria        | sanguinolenta    | Gmelin               | 1791 |
| Zonariinae                 | Zonaria        | zonaria          | Gmelin               | 1791 |

## Systematik (alternativ)

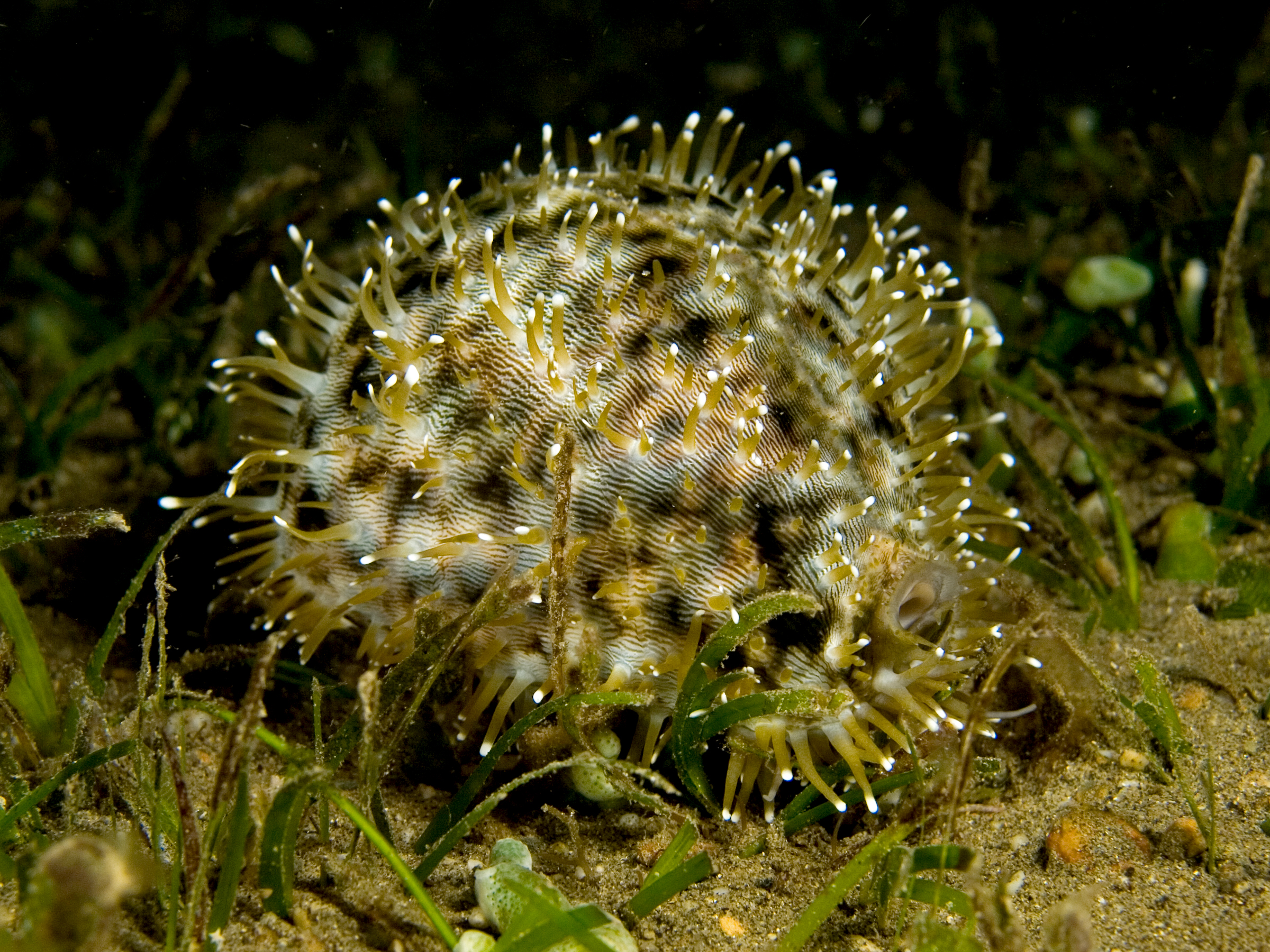
Cypraea tigris an der Küste von Ulmera (Osttimor)

Die Familie Cypraeidae wird von manchen Autoren auch in diese Unterfamilien unterteilt: Cypraeinae Rafinesque-Schmaltz, 1815, Erosariinae Schilder, 1924, Erroneinae Schilder, 1927, Gisortiinae Schilder, 1927, Luriinae Schilder, 1927 und Pustulariinae Gill, 1871. Die Liste der Gattungen:
- Unterfamilie Gisortiinae Schilder, 1927
  - Archicypraea Schilder, 1926
  - Palaeocypraea Schilder, 1928 (mit 2 Untergattungen)
  - Mandolina Jousseaume, 1884
  - Bernaya Jousseaume, 1884 (mit 2 Untergattungen)
  - Barycypraea Schilder, 1927
  - Afrocypraea Schilder, 1932
  - Zoila Jousseaume, 1884 (mit 2 Untergattungen)
  - Cypraeorbis Conrad, 1865
  - Siphocypraea Heilprin, 1887 (mit 2 Untergattungen)
  - Gisortia Jousseaume, 1884 (mit 2 Untergattungen)
  - Vicetia Fabiani, 1905
- Unterfamilie Cypraeinae Rafinesque-Schmaltz, 1815
  - Miolyncina Schilder, 1932
  - Trona Jousseaume, 1884
  - Macrocypraea Schilder, 1930
  - Lleporicypraea Iredale, 1931
  - Mauritia Troschel, 1863
  - Arabica Jousseaume, 1884
  - Talparia Troschel, 1863
  - Cypraea Linnaeus, 1758
  - Pantherinaria Sacco, 1890
  - Lyncina Troschel, 1863
  - Arestorides Iredale, 1930
  - Ponda Jousseaume, 1884
  - Callistocypraea Schilder, 1927
  - Mystaponda Iredale, 1930
  - Jousseaumea Sacco, 1894
  - Fossacypraea Schilder, 1939
  - Chelycypraea Schilder, 1927
  - Luria Jousseaume, 1884
  - Tessellata Jousseaume, 1884
- Unterfamilie Erroneinae Schilder, 1927
  - Zonarina Sacco, 1894 (mit 2 Untergattungen)
  - Schilderia Tomlin, 1930
  - Nesiocypraea Azuma & Kurohara, 1967
  - Zonaria Jousseaume, 1884 (mit 3 Untergattungen)
  - Notoluponia Schilder, 1935
  - Cypraeovula Gray, 1824
  - Luponia Broderip, 1837
  - Guttacypraea Iredale, 1935
  - Notocypraea Schilder, 1927
  - Thelxinovum Iredale, 1931
  - Umbilia Jousseaume, 1884 (mit 3 Untergattungen)
  - Adusta Jousseaume, 1884
  - Gratiadusta Iredale, 1930
  - Solvadusta Iredale, 1935
  - Erronea Troschel, 1863
  - Meliceronia Iredale, 1930
  - Notodusta Schilder, 1935
  - Palmadusta Iredale, 1930
  - Palangerosa Iredale, 1930
  - Purpuradusta Schilder, 1939
  - Evenaria Iredale, 1930
  - Blasicrura Iredale, 1930
  - Talostolida Iredale, 1931
  - Bistolida Cossmann, 1920
  - Ovatipsa Iredale, 1931
  - Cribrarula Strand, 1929
  - Nivigena Iredale, 1930
- Unterfamilie Erosariinae Schilder, 1924
  - Annepona Iredale, 1935
  - Pustularia Swainson, 1840
  - Ipsa Jousseaume, 1884
  - Austrocypraea Cossmann, 1903
  - Proadusta Sacco, 1894
  - Conocypraea Oppenheim, 1901
  - Monetaria Troschel, 1863 (mit 2 Untergattungen)
  - Naria Broderip, 1837
  - Erosaria Troschel, 1863 (mit 5 Untergattungen)
  - Staphylaea Jousseaume, 1884
  - Purperosa Iredale, 1935
  - Eustaphylaea Steadman & Cotton, 1946
  - Nucleolaria Oyama, 1959